# Mansurov
Mansurov je priimek več oseb:
- Boris Vladimirovič Mansurov, sovjetski general
- Farid Mansurov, azerbajdžanski rokoborec